# Ed Czerkiewicz
Adolph Chester Czerkiewicz, detto Ed (West Warwick, 8 luglio 1912 – 7 gennaio 1990), è stato un calciatore statunitense, di ruolo difensore.

## Carriera
Prese parte ai mondiali del 1934 con la Nazionale statunitense.